# Ховард (фильм)
Ховард (англ. Howard) — американский документальный фильм 2018 года, режиссёра и сценариста Дона Хана о жизни автора песен Ховарда Эшмана.

## Краткое изложение
В фильме рассказывается о жизни автора песен Ховарда Эшмана, написавшего слова к песням для мультфильмов Disney «Русалочка», «Красавица и Чудовище» и «Аладдин», а также для мюзикла «Магазинчик ужасов» и умершего в марте 1991 года из-за осложнениях СПИДа в возрасте 40 лет.
В фильме используется та же интервью-презентация, что и в предыдущем документальном фильме Хана «Как разбудить Спящую красавицу», где вместо «говорящих голов» используются аудиоинтервью с «пузырями речи», указывающими, кто говорит.

## Музыка
Алан Менкен составил музыкальную партитуру к фильму, а Крис Бэйкон адаптировал её. Менкен, который работал с Эшманом над несколькими проектами до его кончины, впервые был вовлечён в проект во время рождественского сезона 2017-18; когда Хан показал Менкену киноленту с фильмом, он сказал Хану, что «[он должен] составить музыку к этому фильму». Изначально Хан был против, поскольку бюджет не позволял ему платить Менкену, но согласился, как только Менкен сказал Хану, что видит в этом проекте свою возможность создать музыкальную дань уважения Эшману. По словам Хана, Менкен составил партитуру во время праздничного сезона и описал её как «одну из самых личных и трогательных партитур, которые [он слышал] от него». Менкен сказал, что он хотел «найти мотив, который просто выражал бы [его] чувства к Ховарду». Менкен также сказал, что в партитуре есть «детская черта, конечно, простота. Есть определённое мерцание и ожидание открытия двери и того, что происходит непосредственно перед тем, как она раскрывается — эта вещь, которую создал Хан».

## Релиз
Премьера фильма «Ховард» состоялась на кинофестивале «Трайбека» в 2018 году. Фильм был номинирован на премию за лучший документальный фильм на кинофестивале Хартленда 2018 года. После ограниченного театрального выпуска 18 декабря 2018 года фильм был выпущен на Disney+ 7 августа 2020 года.

## Приём

### Критика
Фильм получил похвалу критиков.
На агрегаторе рецензий Rotten Tomatoes фильм имеет рейтинг одобрения 95 %, основанный на 39 рецензиях, со средней оценкой 8,09/10. По мнению критиков, «„Ховард“ — это горько-сладкая дань уважения жизни и наследия гениального артиста, чьи вечные песни послужили саундтреком для поколения фанатов Disney». На Metacritic фильм получил средневзвешенную оценку 76 из 100, основанную на мнениях 13 критиков, что указывает на «в целом положительные отзывы».
Фрэнк Шек из The Hollywood Reporter назвал его «богатым кинематографическим портретом» в то время как Мелисса Леон из The Daily Beast сказала, что фильм «пронизан драгоценными камнями от производства уже ставших культовыми фильмов». Common Sense Media оценила фильм на 4 из 5 звёзд, заявив: «„Ховард“ — это трогательный документальный фильм, который предлагает как закулисный взгляд на создание некоторых современных классических мультфильмов Disney, так и трогательную историю жизни исключительно талантливого человека».

### Награды
| Год  | Премия                                 | Категория                                               | Получатели | Результат | Пр.           |
| ---- | -------------------------------------- | ------------------------------------------------------- | ---------- | --------- | ------------- |
| 2018 | Международный кинофестиваль Хартленда  | Лучший документальный полнометражный фильм              | Ховард     | Номинация | [ 14 ] [ 15 ] |
| 2020 | Документальная премия «Выбор критиков» | Лучший исторический/биографический документальный фильм | Ховард     | Номинация | [ 16 ] [ 17 ] |
| 2021 | GLAAD Media Awards                     | Лучший документальный фильм                             | Ховард     | Номинация | [ 18 ]        |
| 2021 | Премия «Энни»                          | Особые достижения в анимации                            | Ховард     | Победа    | [ 19 ] [ 20 ] |